# Honington (Suffolk)
Pour les articles homonymes, voir Honington.
Honington est un village et une paroisse civile du Suffolk, en Angleterre.